# إف ييروليموف
إف ييروليموف (مواليد 30 مارس 1958) هو لاعب كرة قدم. يلعب مع منتخب يوغوسلافيا لكرة القدم. سبق له أن لعب في كأس العالم لكرة القدم مع منتخب بلاده.

## مسيرته الكروية
لعب إف ييروليموف خلال مسيرته الاحترافية مع 3 أندية في أحد عشر مواسم وسجل خلالها 25 هدفًا ضمن 204 مباراة. حيث فاز في ثلاثة مواسم بالكأس ولم يفز بأي دوري.
خاض إف ييروليموف مسيرته مع نادي رييكا في موسم 1978–79 ليلعب معه أربعة مواسم، مشاركًا في 106 مباراة سجل خلالها 7 أهداف. ثم انتقل إلى نادي هايدوك سبليت في موسم 1982–83 ليلعب معه خمسة مواسم، حيث شارك في 71 مباراة سجل خلالها 12 هدفًا. لينتقل بعدها إلى نادي سيركل بروج في موسم 1987–88 ولمدة موسمين، مشاركًا في 27 مباراة سجل خلالها 6 أهداف.

## روابط خارجية
- إف ييروليموف على موقع الاتحاد الدولي (مؤرشف)  (الإنجليزية)
- إف ييروليموف على موقع قاعدة بيانات كرة القدم.إي يو (الإنجليزية)
- إف ييروليموف على موقع ناشيونال فوتبول تيمز (الإنجليزية)
- إف ييروليموف على موقع Soccerway.com (الإنجليزية)
- إف ييروليموف على موقع عالم كرة القدم.نت (الإنجليزية)